# Hans Haselböck
Hans Haselböck (26. července 1928 – 20. října 2021) byl rakouský varhaník, skladatel a pedagog.
Od roku 1947 studoval Vysokou hudební školu ve Vídni, získal první cenu v Mezinárodní varhanní soutěži v Haarlemu a od roku 1960 vyučoval varhanní interpretaci a improvizaci na Musikhochschule Wien. Byl jmenován profesorem a v letech 1985 až 1990 byl rektorem. Jeho syn Martin Haselböck je také varhaník.